# カナディアーナ

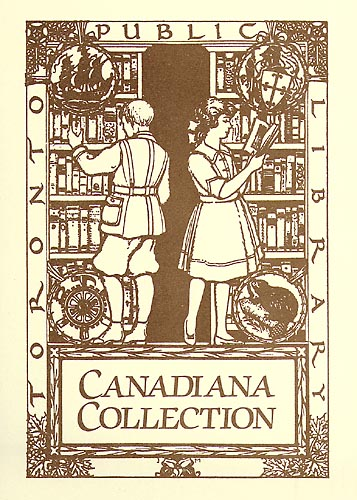
J・E・H・マクドナルド作のトロント公共図書館のカナディアーナ蔵書票

カナディアーナ（英語：Canadiana）は、カナダ文学、カナダについての書物、カナダのノンフィクション等を包含する文学の一分野である。この用語は広範な分野を示す場合もあり、カナダ人作家や、著者がその生涯のうち一時期でもカナダ国籍であった書物等も含む場合がある。この用語は書店や図書館などで使用されている。カナダ国立図書館・文書館（Library and Archives Canada）ではカナディアーナを収集・分類し、公開することがその役割のひとつになっている。
この用語は、音楽や美術など他の分野でも、カナダについての作品、カナダ人作家の作品に対し使用されることがある。
カナダ人作家ダグラス・クープランドの2作品「スーベニア・オブ・カナダ（Souvenir of Canada）」「スーベニア・オブ・カナダ2（Souvenir of Canada 2）」はカナディアーナのポップカルチャーの例の集大成である。